# Littfeld
Littfeld is een deel van de stad Kreuztal in het district Siegen-Wittgenstein in Westfalen in Noordrijn-Westfalen in Duitsland.
Er wonen ongeveer 3000 mensen in Littfeld.
Littfeld is een plaats waar van oorsprong West-Middelduits wordt gesproken. Het ligt aan de Benrather en Uerdinger Linie. De schrijver Adolph Wurmbach kwam uit Littfeld.

Wapen